# Hampont
Hampont (Hudingen in tedesco) è un comune francese di 210 abitanti situato nel dipartimento della Mosella nella regione del Grand Est.

## Società

### Evoluzione demografica
Abitanti censiti